# Antonio Maria Panebianco
Antonio Maria Panebianco (Gela, 13 agosto 1808 – Roma, 21 novembre 1885) è stato un cardinale italiano.

## Biografia
Antonio Maria Panebianco (nato Nicolò Panebianco) nacque a Terranova di Sicilia (dal 1927 Gela) il 13 agosto 1808 dal conte Gaetano e da Santa Solìto.
All'età di sedici anni entrò nell'Ordine dei Frati Minori Conventuali. Dopo aver compiuto gli studi nella città natale si trasferì a Roma per conseguire la laurea dottorale. Ritornato a Terranova iniziò la sua attività pastorale ricoprendo nel 1832 l'incarico di guardiano del convento dell'ordine. In questo periodo Fra' Antonio ricoprì anche le cariche di Segretario dell'Ordine e della provincia e Assistente generale e più tardi, nel 1852, ricevette quelle di Ministro provinciale della Sicilia. Fu professore di lettere, filosofia e teologia dogmatica in diversi conventi dell'Ordine, prima dell'insegnamento di Discipline Morali a Catania.
Nel 1853 fu chiamato a Roma dal papa e nominato consultore del tribunale dell'Inquisizione; successivamente questa carica fu estesa anche ai Sacri Riti e gli Affari Ecclesiastici straordinari. Infatti, con quest'ultima carica fu inviato in Romania per sanare una controversia sui matrimoni tra coniugi di diversa fede religiosa.
Grazie alle "sue nobili qualità di mente e di cuore che lo adornarono: intelligenza elevata, profondità di sapere, dirittura di mente, destrezza mirabile di consiglio, imparzialità nei giudizi. E queste doti, congiunte ad una rara modestia e ancor più rara semplicità di modi, gli conciliavano fiducia, rispetto e venerazione", il 27 settembre 1861 papa Pio IX lo creò cardinale presbitero, divenendo l'unico cardinale in quel periodo eletto in Sicilia, con il titolo di San Girolamo degli Schiavoni che rinunziò il mese dopo per prendere quello dei Santi XII Apostoli.
Il 23 aprile 1863 divenne prefetto della congregazione delle indulgenze e delle reliquie e dal 30 marzo 1882 al 25 gennaio 1883 fu segretario della congregazione dell'inquisizione.
Morì a Roma alle ore 13:00 del 21 novembre 1885, nella sua residenza romana di Via di Ripetta n. 102, dopo una lunga e sofferta malattia. Esposto nella basilica dei Ss. XII Apostoli, dove ebbero luogo le esequie celebrate da Flaviano Simoneschi, vescovo titolare di Elenopoli in Bitinia, reggente della Penitenzieria Apostolica. Erano presenti gli ambasciatori di Spagna e Portogallo e altri diplomatici accreditati presso la Santa Sede. Fu sepolto al Verano, nella tomba dei frati del suo Ordine, il 2 dicembre 1885; nello stesso momento della sepoltura, vennero celebrati i funerali del defunto cardinale anche nel Duomo di Terranova, sua città natale, officiante monsignor Gioacchino Gurrisi, parroco di quella stessa chiesa . Tre anni dopo la sua morte, in una delle navate laterali della chiesa Madre di Terranova, gli venne eretto un monumento funebre in cui si legge: 
```
  
Memoriae et nomini

  
Antonii Mariae Panebianco,

  
Domo Heraclea sicula

  
patris cardinalis,

  
ad quam dignitatem pius IX P.M.

  
ex ordine atrato Francisci patris

  
pietate doctrina prudentia perspectum evexit

  
causas ad sacros coetus delatas

  
sapientia et aequitate dijudicavit

  
eius consilia ad recti norma directa

  
et coelesti lumine collustrata
.
                              
         §§§§§§§§§§§§§§§§§§§§
                        
  
Alla memoria e al nome di
 
  
Antonio Maria Panebianco,
  
  
originario di Eraclea di Sicilia,

  
padre cardinale
,
  
che il Sommo Pontefice Pio IX
  
  
elevò a tale dignità
  
  
dall'ordine del saio nero 

  
di padre Francesco,
   
  
[riconoscendogliene] pietà, dottrina e prudenza.
  
  
Egli giudicò con saggezza ed equità le cause
  
  
portate davanti ai sacri concili.
  
  
I suoi consigli, ispirati ai più retti princìpi,
 
  
furono illuminati dalla luce celeste.
```